# Frida Nevalainen
Frida Nevalainen, född 27 januari 1987 i Umeå, är en före detta svensk ishockeyspelare. Hon spelade som back. 2002 blev Nevalainen första kvinna att representera Västerbotten i TV-pucken och var 2006 med om att ta OS-silver med Damkronorna. Våren 2011 blev hon rysk mästare med Tornado Moskowskaja Oblast efter att tidigare ha spelat för University of Windsor, IF Björklöven och MoDo Hockey. Hon är tvillingsyster till ishockeyspelaren Patrik Nevalainen.

## Meriter

### OS
- OS i Turin 2006: 2:a
- OS i Vancouver 2010: 4:a

### VM
- VM 2004: 4:a
- VM 2005: 3:a
- VM 2007: 3:a
- VM 2008: 5:a
- VM 2009: 4:a
- VM 2011: 5:a